# Berville-sur-Seine
Berville-sur-Seine är en kommun i departementet Seine-Maritime i regionen Normandie i norra Frankrike. Kommunen ligger i kantonen Duclair som tillhör arrondissementet Rouen. År 2022 hade Berville-sur-Seine 542 invånare.

## Befolkningsutveckling
Antalet invånare i kommunen Berville-sur-Seine
| Referens: INSEE |